# Psevdonim
Psevdonim (starogrško ψευδώνυμος) ali vzdevek (tudi alias) je izmišljeno ime, ki si ga oseba ali skupina privzame za določen namen in se razlikuje od njihovega izvirnega ali pravega imena (ortonim). To se razlikuje tudi od novega imena, ki v primeru zamenjave imena v celoti ali pravno nadomesti posameznikovo lastno. Mnogi imetniki psevdonima uporabljajo psevdonime, ker želijo ostati anonimni, vendar je težko dosegljiva in je pogosto otežena s pravnimi težavami.

## Etimologija
Izraz prihaja iz grške besede ψευδώνυμον (pseudṓnymon),dobesedno 'lažno ime', ta pa iz tvorjenja ψεῦδος (pseûdos) 'laž' in ὄνομα (ónoma), 'ime'. Izraz alias je latinski prislov, ki pomeni 'ob drugem času, drugje'.

## Sprememba imena
Včasih ljudje spremenijo svoja imena tako, da novo ime postane trajno in ga uporabljajo vsi, ki to osebo poznajo. Novo ime tako prevzame vlogo starega. V mnogih državah, vključno z državami splošnega prava, lahko spremembo imena ratificira sodišče in postane novo uradno ime osebe.
Na primer, v šestdesetih letih 20. stoletja je borec za državljanske pravice Malcolm X, ki je bil prvotno znan kot Malcolm Little, spremenil svoj priimek v "X", ki je predstavljal  neznane afriške prednike, preden so bili njegovi predniki pripeljani v Severno Ameriko kot sužnji. S spreobrnitivijo v islam je ponovno spremenil svoje ime v Malik El-Shabazz.
Podobno so nekateri Judje ob priselitvi v Izrael prevzeli hebrejska družinska imena in opustili priimke, ki so bili v njihovih družinah že več generacij. Politik David Ben-Gurion se je na primer rodil kot David Grün na Poljskem. Svoje hebrejsko ime je prevzel leta 1910, ko je objavil svoj prvi članek v zionistični reviji v Jeruzalemu.